# Liste des matchs de l'équipe des Tuvalu de football par adversaire
La liste des matchs de l'équipe des Tuvalu de football par adversaire présente l'ensemble des rencontres disputées par les Tuvalu depuis son premier match, le 30 août 1979 face à la Tahiti.
- Haut – A
- B
- C
- D
- E
- F
- G
- H
- I
- J
- K
- L
- M
- N
- O
- P
- Q
- R
- S
- T
- U
- V
- W
- X
- Y
- Z

## Îles Cook
| Date               | Lieu        | Match              | Score | Compétition                   |
| 1er septembre 2007 | Apia, Samoa | Îles Cook - Tuvalu | 4-1   | Jeux du Pacifique Sud de 2007 |

Bilan
| Rang | Équipe    | Pts | J | G | N | P | Bp | Bc | Diff |
| ---- | --------- | --- | - | - | - | - | -- | -- | ---- |
| 1    | Tuvalu    | 3   | 1 | 1 | 0 | 0 | 4  | 1  | +3   |
| 2    | Îles Cook | 0   | 1 | 0 | 0 | 1 | 1  | 4  | -3   |

## Fidji
| Date             | Lieu        | Match          | Score | Compétition                   |
| 1er mai 2003     | Suva, Fidji | Fidji - Tuvalu | 9-0   | Match amical                  |
| 1er juillet 2003 | ?, Fidji    | Fidji - Tuvalu | 4-0   | Jeux du Pacifique Sud de 2003 |
| 25 août 2007     | ?, Samoa    | Fidji - Tuvalu | 16-0  | Jeux du Pacifique Sud de 2007 |

Bilan
| Rang | Équipe | Pts | J | G | N | P | Bp | Bc | Diff |
| ---- | ------ | --- | - | - | - | - | -- | -- | ---- |
| 1    | Fidji  | 9   | 3 | 3 | 0 | 0 | 29 | 0  | +29  |
| 2    | Tuvalu | 0   | 3 | 0 | 0 | 3 | 0  | 29 | -29  |

## Guam
| Date             | Lieu                       | Match         | Score | Compétition                   |
| 5 septembre 1979 | ?, Fidji                   | Guam - Tuvalu | 7-2   | Jeux du Pacifique Sud de 1979 |
| 5 septembre 2011 | Nouméa, Nouvelle-Calédonie | Guam - Tuvalu | 1-1   | Jeux du Pacifique de 2011     |

Bilan
| Rang | Équipe | Pts | J | G | N | P | Bp | Bc | Diff |
| ---- | ------ | --- | - | - | - | - | -- | -- | ---- |
| 1    | Guam   | 4   | 2 | 1 | 1 | 0 | 8  | 3  | +5   |
| 2    | Tuvalu | 1   | 2 | 0 | 1 | 1 | 3  | 8  | -5   |

## Kiribati
| Date             | Lieu     | Match             | Score          | Compétition                   |
| 4 septembre 1979 | ?, Fidji | Tuvalu - Kiribati | 3-3 ap 4-2 tab | Jeux du Pacifique Sud de 1979 |
| 30 juin 2003     | ?, Fidji | Tuvalu - Kiribati | 3-2            | Jeux du Pacifique Sud de 2003 |

Bilan
| Rang | Équipe   | Pts | J | G | N | P | Bp | Bc | Diff |
| ---- | -------- | --- | - | - | - | - | -- | -- | ---- |
| 1    | Tuvalu   | 4   | 2 | 1 | 1 | 0 | 6  | 5  | +1   |
| 2    | Kiribati | 1   | 2 | 0 | 1 | 1 | 5  | 6  | -1   |

## Nouvelle-Calédonie
| Date               | Lieu                       | Match                       | Score | Compétition                                      |
| 3 septembre 1979   | Suva, Fidji                | Nouvelle-Calédonie - Tuvalu | 11-0  | Jeux du Pacifique Sud de 1979 (quarts-de-finale) |
| 27 août 2007       | ?, Samoa                   | Nouvelle-Calédonie - Tuvalu | 1-0   | Jeux du Pacifique Sud de 2007                    |
| 1er septembre 2011 | Nouméa, Nouvelle-Calédonie | Nouvelle-Calédonie - Tuvalu | 8-0   | Jeux du Pacifique de 2011                        |

Bilan
| Rang | Équipe             | Pts | J | G | N | P | Bp | Bc | Diff |
| ---- | ------------------ | --- | - | - | - | - | -- | -- | ---- |
| 1    | Nouvelle-Calédonie | 9   | 3 | 3 | 0 | 0 | 19 | 2  | +17  |
| 2    | Tuvalu             | 0   | 3 | 0 | 0 | 3 | 2  | 19 | -17  |

## Îles Salomon
| Date             | Lieu     | Match                 | Score | Compétition                   |
| 5 juillet 2003   | ?, Fidji | îles Salomon - Tuvalu | 4-0   | Jeux du Pacifique Sud de 2003 |
| 3 septembre 2011 | ?, Fidji | îles Salomon - Tuvalu | 6-1   | Jeux du Pacifique de 2011     |

Bilan
| Rang | Équipe       | Pts | J | G | N | P | Bp | Bc | Diff |
| ---- | ------------ | --- | - | - | - | - | -- | -- | ---- |
| 1    | Îles Salomon | 6   | 2 | 2 | 0 | 0 | 10 | 1  | +9   |
| 2    | Tuvalu       | 0   | 2 | 0 | 0 | 2 | 1  | 10 | -9   |

## Samoa
| Date         | Lieu                       | Match          | Score | Compétition  |
| 22 août 2011 | Nouméa, Nouvelle-Calédonie | Tuvalu - Samoa | 3-0   | Match amical |

Bilan
| Rang | Équipe | Pts | J | G | N | P | Bp | Bc | Diff |
| ---- | ------ | --- | - | - | - | - | -- | -- | ---- |
| 1    | Tuvalu | 3   | 1 | 1 | 0 | 0 | 3  | 0  | +3   |
| 2    | Samoa  | 0   | 1 | 0 | 0 | 1 | 0  | 3  | -3   |

## Samoa américaines
| Date         | Lieu                       | Match                      | Score | Compétition               |
| 27 août 2011 | Nouméa, Nouvelle-Calédonie | Tuvalu - Samoa américaines | 4-0   | Jeux du Pacifique de 2011 |

Bilan
| Rang | Équipe            | Pts | J | G | N | P | Bp | Bc | Diff |
| ---- | ----------------- | --- | - | - | - | - | -- | -- | ---- |
| 1    | Tuvalu            | 3   | 1 | 1 | 0 | 0 | 4  | 0  | +4   |
| 2    | Samoa américaines | 0   | 1 | 0 | 0 | 1 | 0  | 4  | -4   |

## Tahiti
| Date         | Lieu     | Match           | Score | Compétition                   |
| 30 août 1979 | ?, Fidji | Tahiti - Tuvalu | 18-0  | Jeux du Pacifique Sud de 1979 |
| 29 août 2007 | ?, Samoa | Tahiti - Tuvalu | 1-1   | Jeux du Pacifique Sud de 2007 |

Bilan
| Rang | Équipe | Pts | J | G | N | P | Bp | Bc | Diff |
| ---- | ------ | --- | - | - | - | - | -- | -- | ---- |
| 1    | Tahiti | 4   | 2 | 1 | 1 | 0 | 19 | 1  | +18  |
| 2    | Tuvalu | 1   | 2 | 0 | 1 | 1 | 1  | 19 | -18  |

## Tonga
| Date               | Lieu     | Match          | Score | Compétition                   |
| 1er septembre 1979 | ?, Fidji | Tuvalu - Tonga | 5-3   | Jeux du Pacifique Sud de 1979 |

Bilan
| Rang | Équipe | Pts | J | G | N | P | Bp | Bc | Diff |
| ---- | ------ | --- | - | - | - | - | -- | -- | ---- |
| 1    | Tuvalu | 3   | 1 | 1 | 0 | 0 | 5  | 3  | +2   |
| 2    | Tonga  | 0   | 1 | 0 | 0 | 1 | 3  | 5  | -2   |

## Vanuatu
| Date           | Lieu     | Match            | Score | Compétition                   |
| 3 juillet 2003 | ?, Fidji | Vanuatu - Tuvalu | 1-0   | Jeux du Pacifique Sud de 2003 |
| 30 août 2011   | ?, Fidji | Vanuatu - Tuvalu | 5-1   | Jeux du Pacifique de 2011     |

Bilan
| Rang | Équipe  | Pts | J | G | N | P | Bp | Bc | Diff |
| ---- | ------- | --- | - | - | - | - | -- | -- | ---- |
| 1    | Vanuatu | 6   | 2 | 2 | 0 | 0 | 6  | 1  | +5   |
| 2    | Tuvalu  | 0   | 2 | 0 | 0 | 2 | 1  | 6  | -5   |